# Aeschynanthus viridiflorus
Aeschynanthus viridiflorus är en tvåhjärtbladig växtart som beskrevs av Johannes Elias Teijsmann och Simon Binnendijk. Aeschynanthus viridiflorus ingår i släktet Aeschynanthus och familjen Gesneriaceae.

## Underarter
Arten delas in i följande underarter:
- A. v. ternateus
- A. v. viridiflorus